# Wakulla (Carolina del Nord)
Wakulla è un census-designated place (CDP) degli Stati Uniti d'America, situato nello stato della Carolina del Nord, nella contea di Robeson. Secondo il censimento del 2020 gli abitanti di Wakulla ammontavano a 112.

## Storia
La città venne fondata nel 1860 ed il suo nome proveniva dal linguaggio di una popolazione tribale della zona e significa "acqua pulita", riferendosi alle sorgenti d'acqua nei dintorni.